# Rue Greuze
Pour les articles homonymes, voir Greuze.
La rue Greuze est une voie du 16e arrondissement de Paris, en France.

## Situation et accès
La rue se trouve sur la colline de Chaillot. Longue de 320 mètres, elle commence 4, avenue Georges-Mandel et se termine 17, rue Decamps. Elle croise la rue des Sablons.
Le quartier est desservi par la ligne 9 aux stations Rue de la Pompe et Trocadéro.

## Origine du nom

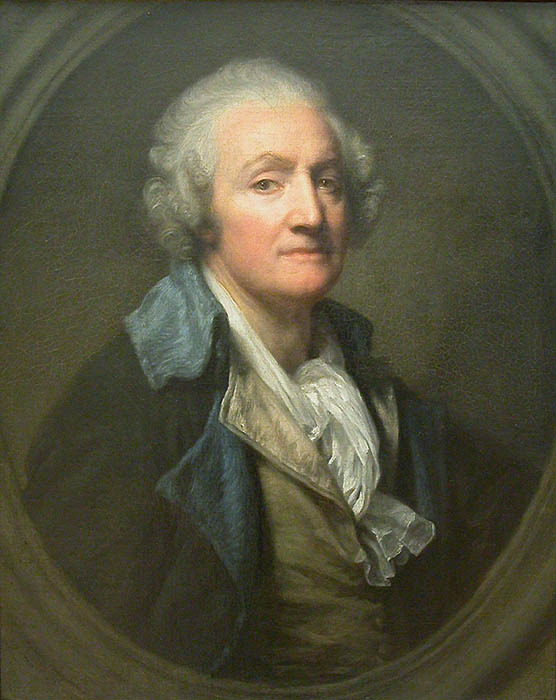
Jean-Baptiste Greuze, Autoportrait de l’artiste, vers 1769.

Du temps où elle dépendait de la commune de Passy, la voie s'appelait « rue Blanche ». L'odonyme étant déjà pris dans la voirie parisienne à laquelle elle est intégrée à la suite de l'annexion de Passy par la capitale, elle fut nommée « rue Greuze » en 1864, en l'honneur du peintre Jean-Baptiste Greuze (1725-1805). Plusieurs rues du quartier portent le nom d'artistes français des XVIIIe et XIXe siècles.

## Historique
La rue a été ouverte vers le milieu du XIXe siècle sur le territoire de la commune de Passy. En 1860, la commune est intégrée à Paris.

## Bâtiments remarquables et lieux de mémoire
- Nos 1-3 (et 6, avenue Georges-Mandel) : hôtel particulier de style néogothique construit en 1883 par l’architecte Eugène-Victor Tougard de Boismilon pour Pierre Fournier[2], commissaire général de la marine[3]. Au début des années 1920, la maison de couture Anel y présente ses collections[4]. En 1926, l’hôtel est proposé à la vente pour la somme de 1 000 000 francs[5]. L'actrice américaine Pearl White (1889-1938) a vécu à cette adresse, de même que la princesse de Caraman-Chimay. À sa mort, en 1938, elle lègue à un de ses amis « tout ce que l’on trouvera à mon domicile, 6, avenue Henri-Martin à Paris (16e), à savoir mes souvenirs personnels, mes bijoux, mes chevaux, mes automobiles »[6]. Le couturier Christian Dior y a également habité. C’est aujourd’hui, en 2021, une galerie d'art et un lieu de réception comprenant une chambre d'hôtes[7].
- No 6 : services de l'ambassade d'Espagne en France (bureau de l'Emploi et de la Sécurité sociale)[8].
- No 8 : ambassade de Thaïlande en France.
- No 15 : résidence du peintre Robert-Léon Sallès de 1915 à 1929.
- No 17 : résidence de l'écrivain et homme politique Abel Bonnard à partir de 1900[9].
- No 24 : emplacement de l'ancienne Cité Greuze, surnommée ironiquement le Palais-Royal de Passy, en raison de la misère de ses habitants. En 1888, Jules-Adolphe Chauvet la décrivait ainsi : « Il est impossible de se figurer cette cité encore éclairée à l'huile et habitée par une population des plus déshéritées sous tous les rapports et où la misère et le vice s'étalent dans leur plus hideuse laideur ǃ Cela au milieu du Passy aristocratique et bourgeois, au Trocadéro et encaissé dans les avenues Henri Martin, d'Eylau et Kléber ǃ... On y loge à la nuit, peut être à la corde ?... Le Château Rouge[10], le Père Lunette, la Cité Doré, les Carrières d'Amérique sont distancées par la Cité Greuze ǃǃǃǃǃ... Quel écrivain sera tenté de nous faire connaître ce coin ignoré de Paris qui va disparaître inévitablement ? ».
- No 31 : en 1915, on trouve une salle de boxe à cette adresse, le cours Mainguet[11].
- Nos 36-38 : immeubles à loyers modérés construits d'un seul tenant par Hector Guimard en 1926-1929[2]. Non signés.

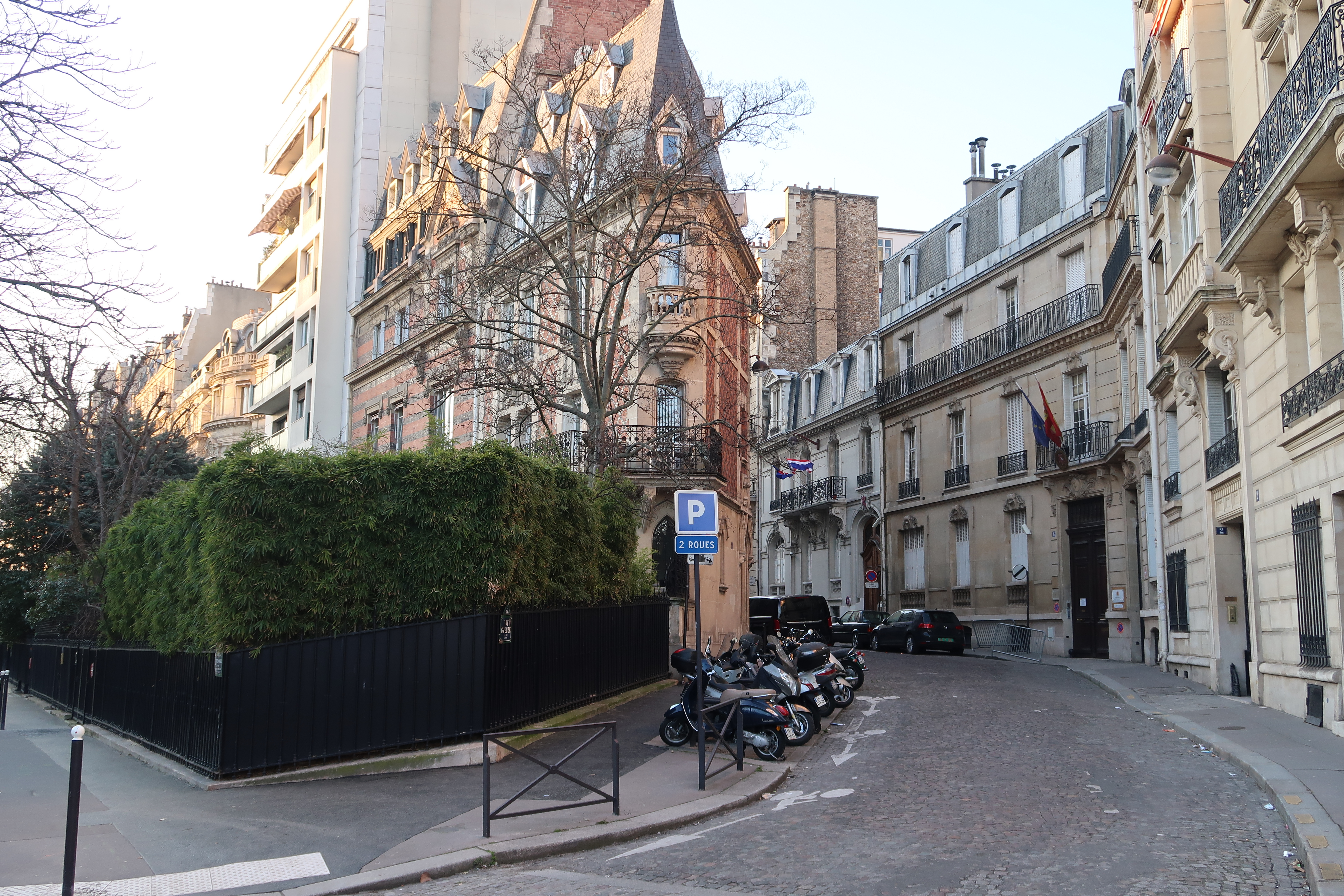
Entrée de la rue depuis l'avenue Georges-Mandel.
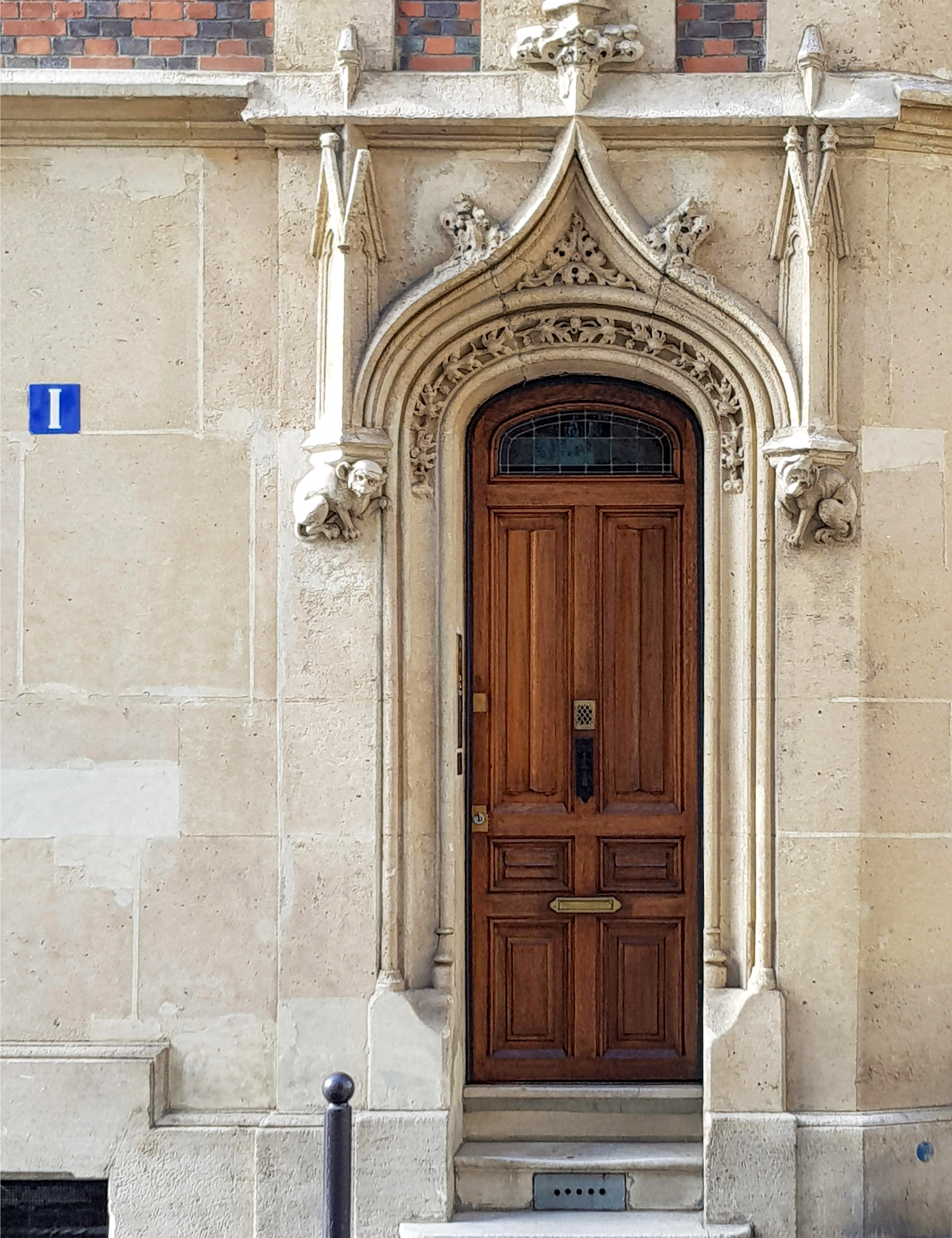
Entrée du no 1.
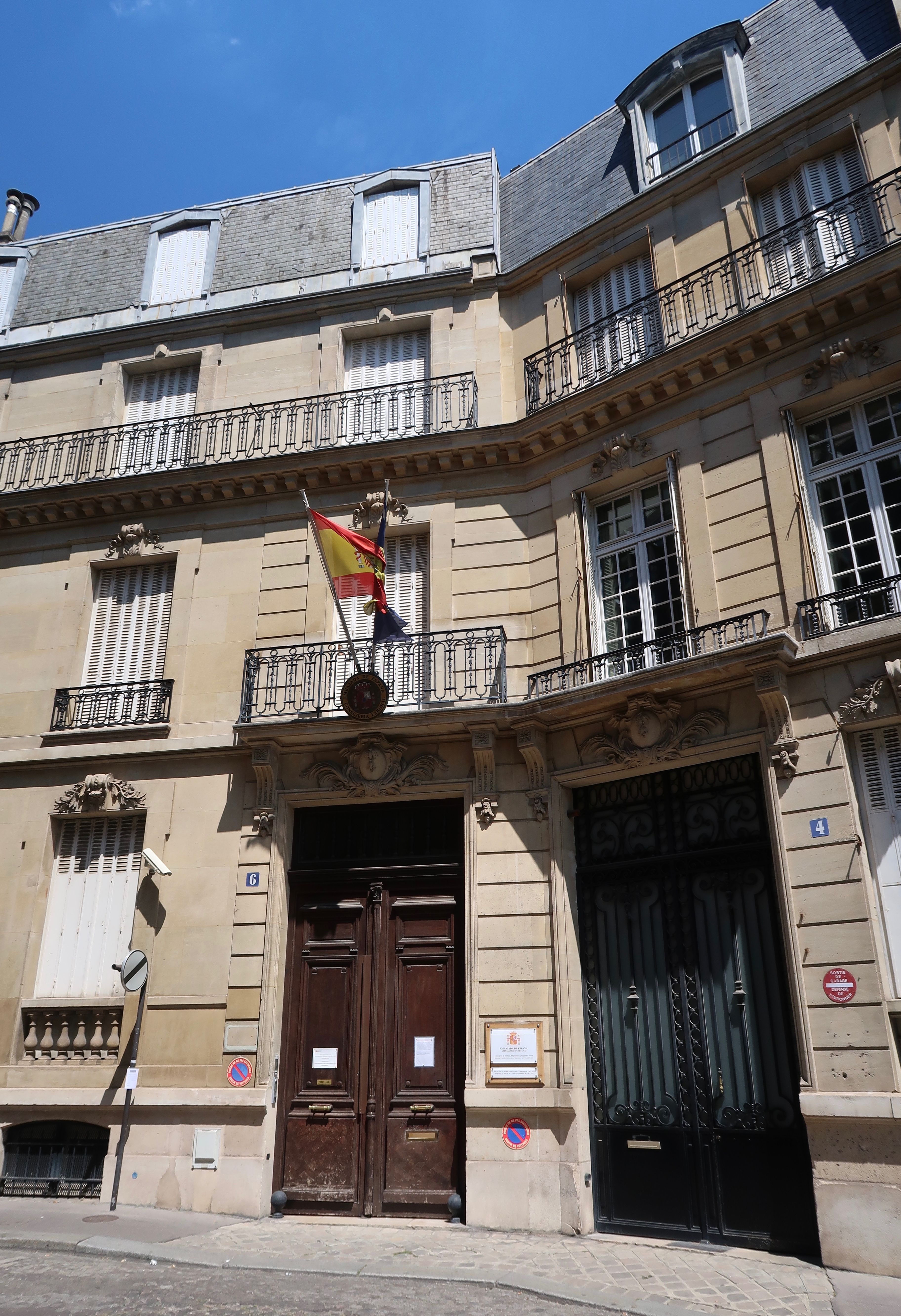
No 6.
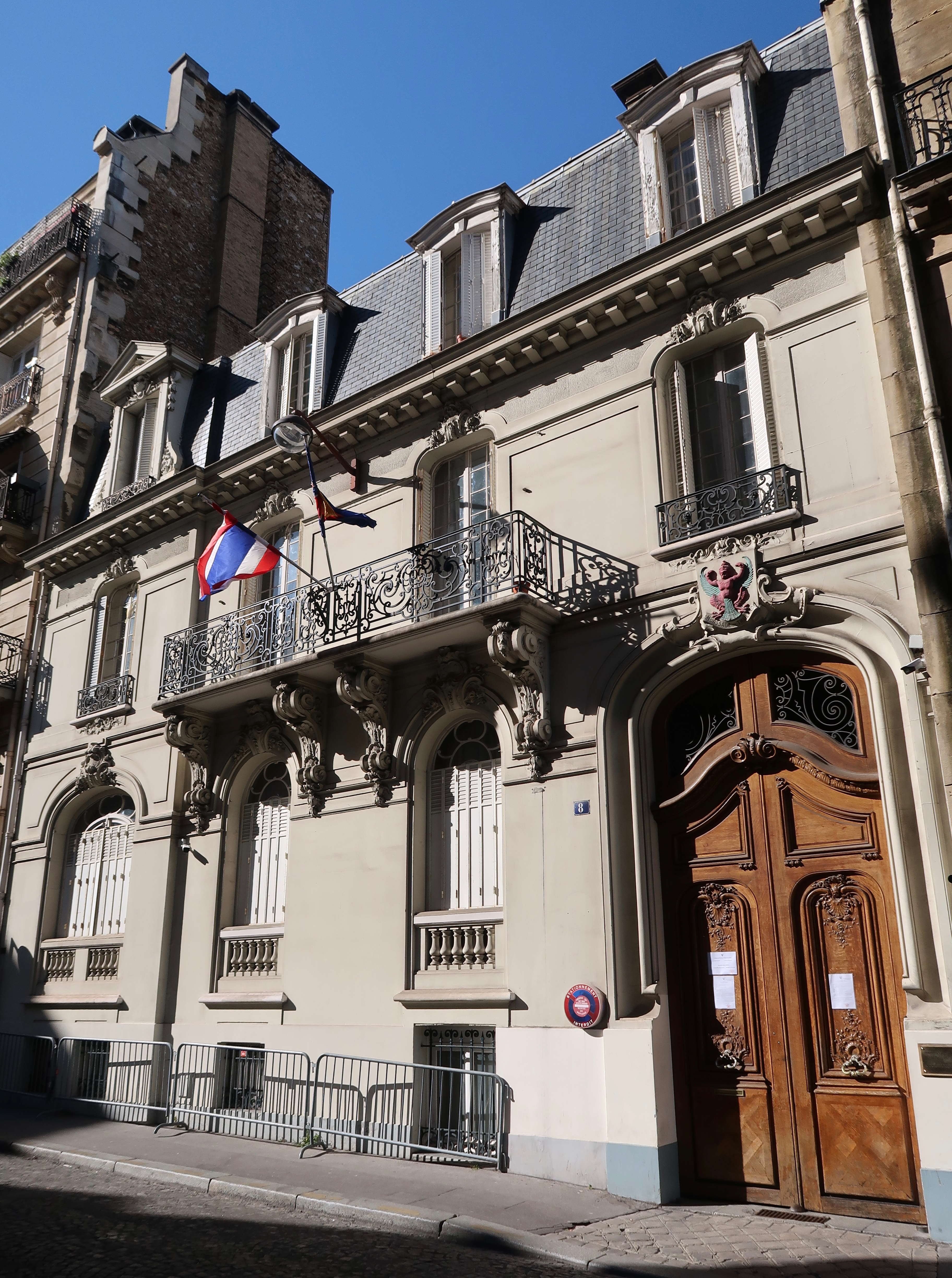
No 8.
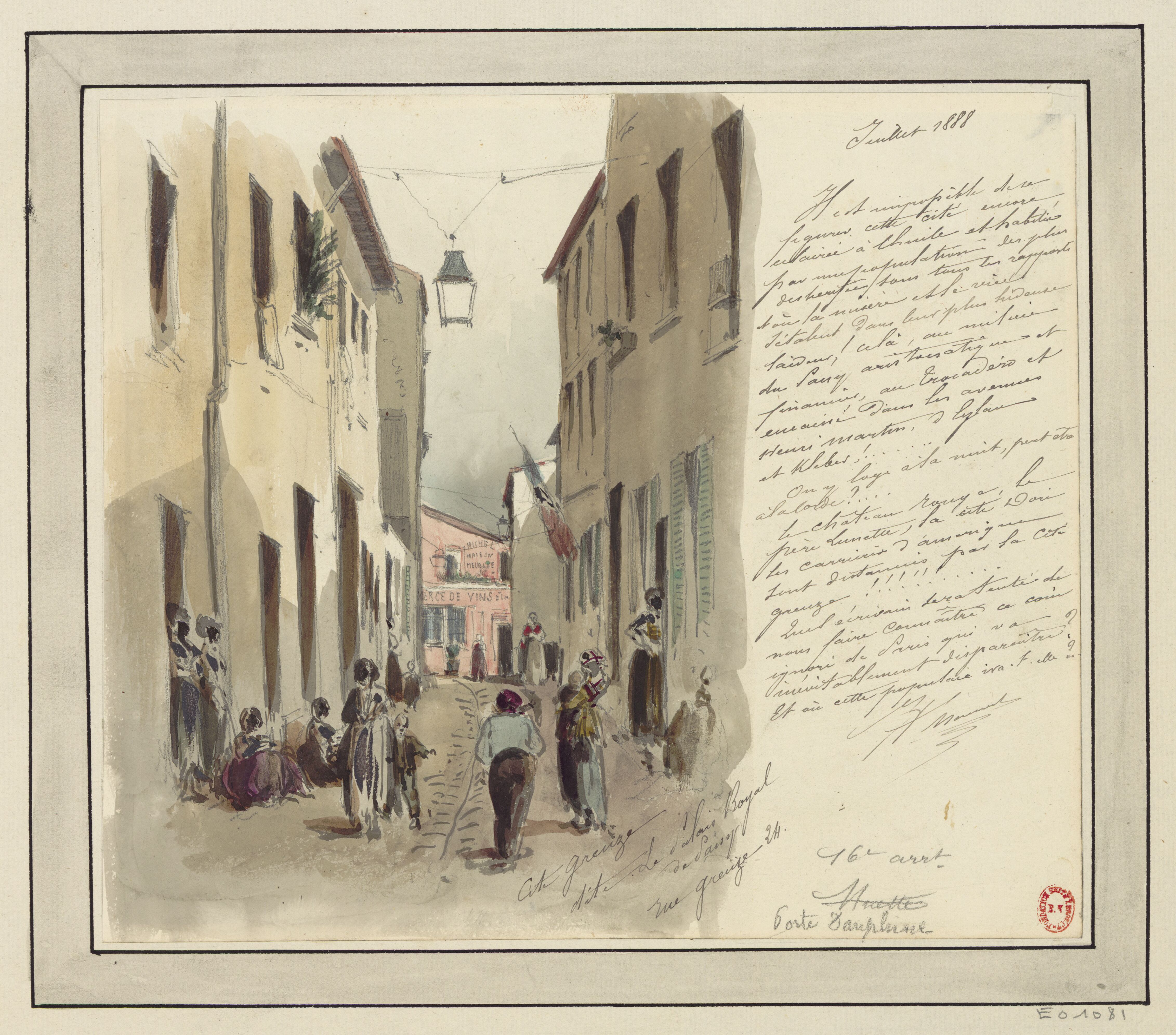
No 24 : ancienne cité Greuze, dite le Palais-Royal de Passy (dessin de Jules-Adolphe Chauvet).

## Dans la fiction
- Le roman policier Six crimes sans assassin, de Pierre Boileau, édité en 1939, voit trois des six meurtres être commis rue Greuze.